# Mazomanie (hrabstwo Dane)
Mazomanie – wieś w Stanach Zjednoczonych, w stanie Wisconsin, w hrabstwie Dane.